# A (personaje de Pretty Little Liars)
"A" es un personaje ficticio de la franquicia Pretty Little Liars. Creado por la autora Sara Shepard en 2006, el personaje sirve como el principal antagonista tanto en la televisión como en la serie de libros. 
Trabajando como una figura anónima, "A" es un acosador que chantajea, manipula y tortura a los personajes principales de la franquicia.

## Apariencia
A hace apariciones como una figura con guantes de cuero negro, una capucha negra, pantalones oscuros y zapatos oscuros. A lo largo de las temporadas, la historia se centra en el misterio de A. Sin embargo, A ha lucido muchos disfraces diferentes, incluyendo el disfraz de Red Coat y The Black Widow.
En Original Sin, su elección de ropa es un par de overoles de algodón a rayas de un color azul claro opaco, con guantes de trabajo marrones. Su característica más distintiva e inquietante es su máscara de arpillera remendada con mechones de cabello rubio sucio adjuntos, así como puntos en forma de letra A a través de las rendijas de los ojos y el centro de la cara.

## Novelas
Mona Vanderwaal fue la primera "A" en ser revelada, a pesar de que no inventó el juego al 100%, fue la primera en tener la tarea de torturar a los mentirosos durante el primer mes de su tercer año de secundaria. Mona solía ser una "idiota geek" intimidada por la camarilla de "Alison" DiLaurentis, que comenzó a molestar a las chicas, pero todavía quería ser parte de su camarilla. Pero todo empeoró cuando Mona fue testigo de The Jenna Thing, que llevó a Mona al límite, ya que intentó en numerosas ocasiones hacer que "Ali" pagara por lo que hizo, pero sus intentos fueron en vano.
Después de la desaparición de Ali, se convirtió en la nueva abeja reina del Día de Rosewood, incluso haciéndose amiga de la exmiembro del grupo de Alison, Hanna Marin. A pesar de que Mona era consciente de que las chicas eran "inocentes" de The Jenna Thing y el maltrato de Ali, nunca perdonó a las chicas por no evitar esto. Y comenzó a amargarse aún más cuando Hanna, siendo su nueva mejor amiga, nunca se disculpó con ella durante los tres años de amistad, por los que quería venganza y su amiga Jenna, tuvo la oportunidad de vengarse cuando recibió el diario de Alison cuando los St. Germain se mudaron a la casa de DiLaurentis. 
Durante su estadía, acosó, acosó, torturó y chantajeó a las chicas durante un mes entero, pero todo se derrumbó al final de Perfect, cuando Mona accidentalmente le envió a Hanna un mensaje en su teléfono personal y no el que usaba para los mensajes. Así que atropelló a Hanna con un SUV cuando Hanna estaba a punto de revelar a las chicas quién era A. En consecuencia, Hanna tuvo amnesia durante la mayor parte de Unbelievable, hasta que Emily Fields le dice algo a Hanna que la hace enloquecer. Durante eso, Mona está con Spencer Hastings en el martillo de Mona y Emily le envía un mensaje advirtiéndole que Mona es A. Durante una pelea entre las dos chicas en el acantilado del Hombre Flotante, Spencer empuja a Mona desde el borde, lo que hace que muera de un cuello roto. Mona de las tres "A" era la menos mala, ella era "A" desde el primer libro hasta el cuarto libro (Arco 1).

## Serie de televisión

### Pretty Little Liars
La A original fue la primera "A" y se reveló que era Mona Vanderwaal. Mona es la persona que acechó a Alison antes de su desaparición, e hizo esto como venganza por Alison coronándola como "Mona la perdedora de Rosewood". Después de que Alison desapareció, Mona se convirtió en la mejor amiga de Hanna Marin y se transformaron en las chicas más populares de la escuela, tomando el lugar de Alison pero cuando Aria regresó las chicas se reunieron nuevamente por lo que Mona revivió a "A" porque estaba enojada con las mentirosas por "quitarle" a lHanna. También estaba enojada porque la intimidaron por ser diferente, y enojada porque Hanna no hizo nada para detenerlo. Durante la revelación, se cayó de un acantilado, pero no resultó gravemente herida. Fue admitida en el Sanatorio Radley, donde se sometió a una terapia agresiva para tratar sus problemas de salud mental.  
Gran A fue la persona que se hizo cargo del juego "A" de Mona Vanderwaal y se reveló que era CeCe Drake (también conocida como Charlotte DiLaurentis o Charles Dilaurentis). CeCe / Charlotte se revela a sí misma como "A" y cuenta su historia; diciendo que es transgénero, antes era conocida como Charles DiLaurentis, y se convirtió en "A" porque las mentirosas estaban felices de que Alison se hubiera ido. Ella es admitida en Welby State y su reinado como "A" finalmente termina y permanece en el hospital psiquiátrico durante cinco años. Cuando es liberada, Charlotte es asesinada por Mona Vanderwaal. 
A.D. es la tercera persona que se hace cargo de la identidad de "A". Se revela que la identidad de A.D es Alex Drake, la hermana gemela de Spencer que fue puesta en adopción al nacer. Ella ansía desesperadamente vengarse del trágico fallecimiento de Charlotte DiLaurentis, que era su media hermana, y está tratando de buscar a la persona responsable. El final de la serie explica que Alex Drake fue puesta en adopción a cambio de una suma de dinero (para Mary), de grande comenzó a trabajar en un bar en Londres, donde Wren Kingston la confundió con Spencer, revelando la existencia de la gemela de Alex. Wren presenta a Charlotte y Alex en un aeropuerto e inmediatamente se conectan, volviéndose muy cercanos en poco tiempo. Después de que Charlotte es liberada de Welby, le dice a Alex que desea regresar a Rosewood y reanudar el juego, pero Alex dice que no debería ir a menos que ella también venga, ya que quiere conocer a Spencer. Charlotte dice que no y describe a los Hastings como "gente tóxica" antes de partir hacia Rosewood, donde fue asesinada por Mona. Alex se enfurece y hace que se vea exactamente como Spencer y pueda hacerse pasar por ella con éxito. Luego va a Rosewood y retoma el juego como "A.D". Finalmente es derrotada y Mona la captura en una casa de muñecas en París.

### Pretty Little Liars: Original Sin
En Original Sin, A se revela como Archie Waters, hijo ilegítimo de Rose Waters y Marshall Clanton, y hermano gemelo de Angela, quien quería desesperadamente encajar y se unió al popular grupo de Davie Adams. Pero Angela fue violada por el novio de Davie, Tom Beasley, y Davie se aseguró de que todos en la escuela la trataran como invisible y sin valor. Durante una fiesta de Nochevieja en 1999, Angela se suicidó en público después de que sus súplicas de ayuda fueran ignoradas por todos.
22 años después, Archie toma la identidad de "A" para ayudar a su padre a vengar a Angela y comienza a matar a personas que se consideran matones.

## Revelaciones
| Personaje                        | Revelación                                                        | Información                                                                                              |
| -------------------------------- | ----------------------------------------------------------------- | --- |
| Mona Vanderwaal                  | «UnmAsked» Temporada 2, episodio 25                               | También conocida como Original A, la que creó "el juego".                                                |
| Toby Cavanaugh                   | «The Lady Killer» Temporada 3, episodio 12                        | Se reveló que era un agente doble para ayudar a las chicas.                                              |
| Spencer Hastings                 | «I'm Your Puppet» Temporada 3, episodio 23                        | Solo se unió para ver si Toby estaba vivo y descubrir quién es Red Coat.                                 |
| Mona Vanderwaal                  | «A Dangerous Game» Temporada 3, episodio 24                       | Quería seguir jugando después de su liberación y trabajó para Red Coat.                                  |
| Lucas Gottesman                  | «'A' is for A-l-i-v-e» Temporada 4, episodio 1                    | El ayudante de Mona por chantaje.                                                                        |
| Darren Wilden                    | «'A' is for A-l-i-v-e» Temporada 4, episodio 1                    | Fue la segunda Reina de Corazones y de alguna manera ayudó a Big A en la temporada 3 antes de su muerte. |
| Melissa Hastings                 | «Face Time» Temporada 4, episodio 4                               | Ella era El Cisne Negro y la Reina de Corazones, bajo órdenes chantajeadas.                              |
| Charlotte DiLaurentis            | «Welcome to the Dollhouse» Temporada 5, episodio 25               | Ella era Big A y quien le robó el juego a Mona como Red Coat.                                            |
| Sara Harvey                      | «Game Over, Charles» Temporada 6, episodio 10                     | Ella era Red Coat y The Black Widow, trabajó como señuelo y mano derecha de Charlotte.                   |
| Jenna Marshall                   | «Wanted: Dead or Alive» Temporada 7, episodio 6                   | Se unió porque A.D prometió financiar una cirugía que le ayudaría a recuperar la vista.                  |
| Noel Kahn                        | «The Wrath of Kahn» Temporada 7, episodio 9                       | Ayudó a Charlotte en la casa de muñecas.                                                                 |
| Sydney Driscoll                  | «Power Play» Temporada 7, episodio 14                             | A.D usó a Sydney porque "le quedaba la sudadera con capucha".                                            |
| Aria Montgomery                  | «Glove That Rocks the Cradle» Temporada 7, episodio 16            | Solo se unió para proteger a sus amigos y evitar que su expediente sobre Ezra saliera a la luz.          |
| Alex Drake                       | «Till Death Do Us Part» Temporada 7, episodio 20                  | Ella es A.D y fue quien creó el juego de mesa.                                                           |
| Wren Kingston                    | «Till Death Do Us Part» Temporada 7, episodio 20                  | Estaba enamorada de Alex y quería ayudarla.                                                              |
| Mary Drake                       | «Till Death Do Us Part» Temporada 7, episodio 20                  | Ayudó a mantener a Spencer como rehén.                                                                   |
| Mona Vanderwaal                  | «Till Death Do Us Part» Temporada 7, episodio 20                  | Actuaba como un agente doble solo para así recuperar "su juego".                                         |
| Marshall Clanton y Archie Waters | «Chapter Ten: Final Girls» Pretty Little Liars: Original Sin      | Marshall se revela como la mente maestra detrás de Archie, quien ejercía como A.                         |
| Wes                              | «Chapter Eighteen: Final Exam» Pretty Little Liars: Summer School | Utilizó el disfraz de "A" para revelarse un co-conspirador de Bloody Rose.                               |

## Frases
«"Todavía estoy aquí perras, y lo sé todo."»
- A

«"Mona jugaba con muñecas, yo juego con partes del cuerpo. Sigue el juego, perras."»
- A